# 死亡真面目
《死亡真面目》是一部1978年的美国殘酷紀錄恐怖片，由約翰·艾倫·施瓦茨自编自导。电影的职员名单中科南·勒西莱尔（Conan Le Cilaire）和艾伦·布莱克（Alan Black）都是他的化名。
这部影片以类似紀錄片的风格呈现，以演员迈克尔·卡尔（Michael Carr）扮演的病理学家弗朗西斯·B·格勒斯（Francis B. Gröss）为中心，他作为叙述者向观众展示了从各种管道获得的影像资料，充斥着各种可怕的死亡方式。一些场景是拍摄本片时伪造的，而另一些则是早就存在的真实死亡影片片段。
《死亡真面目》收到了普遍的负面评价，但在票房上获得了巨大的成功，据说在全球范围内获得了超过3500万美元的收入；1980年在香港曾连映23天，创下518万港元的票房，在當年香港最賣座電影中排行第五。影片所获得的邪典追捧最终被认为对影片具有重要的艺术意义，还催生了几部续集，其中第一部续集《死亡真面目2》于1981年上映。接下来的所有续集里面很少或者没有假镜头。

## 续集
《死亡真面目》有很多不在电影院上映的续集，收录了更多的真实镜头；有的续集甚至全部是真实镜头。《死亡真面目2》《死亡真面目3》和《死亡真面目4》，以及《死亡之面》（Faces of Death: Fact or Fiction?，一部关于该系列电影制作的纪录片）均由约翰·艾伦·施瓦茨编剧，并或多或少参与导演。《死亡真面目5》和《死亡真面目6》在90年代中叶发行，这两部没有新的镜头，都是完全由前四部电影的精彩片段组成的汇编，在前几部电影被禁的国家发行。前三部的主角都是卡尔扮演的格勒斯医生，不过《死亡直击》（The Worst of Faces of Death，在第三部和第四部之间发行，由前三部的精彩片段组成）的主角换成了施瓦茨的兄弟詹姆斯·施瓦茨扮演的路易斯·弗萊利斯（Louis Flellis）医生。片中弗莱利斯解释说，他在一周前为格勒斯医生做手术时不小心杀死了他。然而，在《死亡真面目4》中，弗莱利斯又解释说，由于目睹了太多的死亡，格勒斯被逼疯了，所以自杀了，因此无法出现在片中。
以《死亡真面目7》为名发布的影片有两部，一部是安东·拉维1989年电影《死亡场景》的精简版；另一部则是一份线上文件，文件名Faces of Death part 7，也是同类型影像资料的汇编，出现于90年代末的某个时候。
《死亡真面目8》不久之后也发行了，由不明人士制作，只在德国发行，是一个来自世界各地的血腥场景的汇编，大部分都彼此没有关联，也没有旁白，除了标题之外，屏幕上也没有字幕。
2021年5月，据报道，传奇影业已经购买了《死亡真面目》的版权，并正在开发一部翻拍片，电影制片人伊莎·馬齊和丹尼爾·戈德哈伯伯将担任导演。